# Tema de les Fortaleses Noves
Les Fortaleses Noves o Neokastra (en grec medieval Νεόκαστρα, 'Fortaleses Noves', o θέμα Νεοκάστρων, i en llatí Neocastri o Neocastron) va ser un tema o província civil i militar de l'Imperi Romà d'Orient que va existir entre els segles xii i xiii al nord-oest d'Anatòlia (a l'actual Turquia).
No es coneix amb certesa ni el seu origen ni la seva extensió. Segons Nicetes Coniata, el tema va ser fundat per Manuel I Comnè (r. 1143-1180) entre el 1162 i el 1173. Manuel I va actuar a la regió al voltant de tres ciutats: Kliara (actualment Kırkağaç), Pèrgam i Adramítium que havien atacat les bandes turques, la va refer i va reconstruir les ciutats. Va establir fortaleses a la zona i tot el conjunt el va convertir en una província, amb un governador que tenia el títol d'Harmostes ('supervisor') segons diu Coniata, però el títol real del governador amb tota probabilitat havia de ser Dux. Un crisòbul imperial del 1198 dirigit als venecians, per altra banda, fa menció d'Adramítium com una ciutat separada de Neokastra, i la Partitio terrarum imperii Romaniae escrit el 1204 menciona la província de Neokastra i diu que estava completament a part de les tres ciutats. La bizantinista Helene Ahrweiler va interpretar les evidències per a suggerir que Neokastra realment abastava les tres ciutats, però que el 1198 Adramítium podria haver format un districte separat, i que la separació entre les ciutats i la província evidenciada al Partitio... era el resultat d'un error de copista.
El tema va sobreviure a la destrucció de l'Imperi Romà d'Orient per la Quarta Croada, i va ser incorporat a l'Imperi de Nicea, on va constituir, juntament amb el tema dels Tracesis, al sud, una de les províncies més importants. Però els límits de l'Imperi de Nicea eren diferents. Adramítium es va perdre a favor del nou Imperi Llatí, i Pèrgam es va abandonar i va quedar en ruïnes. La història de Jordi Acropolita, que reflecteix la nova situació, fa referències a Neokastra, i la situa a part de Kliara i Pèrgam, i registra el poble de Kalamos (Gelenbe) com el punt més septentrional del tema, a la zona de la frontera de Nicea amb els llatins. A partir del passatge d'Acropolita, la historiadora Ruth Macrides va suggerir una lectura alternativa del text de Coniata, que situaria el tema original de Neokastra immediatament a l'est de les tres ciutats. Ahrweiler també va suggerir que la província de Neokastra a època de l'Imperi de Nicea s'estendria més al sud, fins a Manisa o fins a Sardes, però això només és una conjectura. Es coneixen alguns governants del tema: Manuel Kalampakes ca. 1284, un cert Libadarios, que va participar en la revolta d'Aleix Filantropè el 1296, i el Paracemomen Constantí Ducas Nestongos, actiu el 1303/1304, a qui Ahrweiler identifica com el darrer dux conegut del tema. La regió va caure poc després en mans dels Beilicats d'Anatòlia del Beilicat de Karesi-oğlu i del Beilicat de Saruhan-oğlu.